# System PHACSY
System PHACSY (ang. PHARE Accounting System) – wspólnotowy system dla sprawozdawczości finansowej używany przez jednostki zarządzające w ramach programu PHARE. Nie zastępował on systemu księgowego, lecz pozwalał na bieżąco wprowadzać dane o kontraktach oraz płatnościach, i przekazywać je na bieżąco na dyskietkach do Komisji Europejskiej. Z powodu zawodności i nieelastyczności został w 1996 r. zastąpiony przez system PERSEUS.